# Pan Samochodzik i templariusze
Pan Samochodzik i templariusze – powieść dla młodzieży autorstwa Zbigniewa Nienackiego, wydana po raz pierwszy w 1966. Powieść wchodzi w skład cyklu Pan Samochodzik, opisującego przygody historyka sztuki – detektywa noszącego to przezwisko.

## Fabuła
Akcja powieści rozgrywa się w okresie od 29 czerwca do 9 lipca 1962 roku w Miłkokuku (według powieści jest to miejscowość na Pojezierzu Suwalskim), Malborku oraz Kortumowie (lokalizacja nieokreślona – z tekstu powieści nie wynika jednoznacznie, gdzie może mieścić się Kortumowo). Pan Samochodzik poszukuje ukrytych skarbów templariuszy. Dużą pomoc okazują mu zaprzyjaźnieni harcerze. Z powodu opublikowania w gazecie artykułu o skarbie, który, być może znajduje się w Polsce, Pan Samochodzik ma wielu konkurentów, między innymi państwa Petersenów, od których tajemniczy Malinowski wyłudził pieniądze i informacje o skarbie. Panu Samochodzikowi pomóc ma hasło „Tam skarb twój, gdzie serce twoje”. Wkrótce wpada on na trop skarbu.

## Ekranizacja
Powieść została zekranizowana w 1971 jako polski czarno-biały serial telewizyjny pod tytułem Samochodzik i templariusze. W głównej roli wystąpił Stanisław Mikulski.
12 lipca 2023 r. na platformie Netflix miała premiera filmu Pan Samochodzik i templariusze, gdzie w rolę pana Tomasza wcielił się Mateusz Janicki.

## Wydania
- I – Wydawnictwo Nasza Księgarnia, 1966
- II – Wydawnictwo Nasza Księgarnia, 1969
- III – Wydawnictwo Nasza Księgarnia, 1974, w serii Biblioteka Młodych
- IV – Wydawnictwo Pojezierze, 1980
- Wydawnictwo Pojezierze, 1990
- Wydawnictwo Siedmioróg, Wrocław 1990
- Wydawnictwo Świat Książki, 1998, ss. 285
- Wydawnictwo Edipresse-Kolekcje SA, Warszawa 2015 (w serii: Klub Książki Przygodowej tom 2; ISBN 978-83-7989-748-3)

## Wydania zagraniczne
- Pán Tragáčik a templári, 1974, 1982, 1989, 2006 – wydania w języku słowackim
- Pan Auťák a templáři, 1978 – wydanie w języku czeskim[5]